# Túlio Costa
Túlio Humberto Pereira Costa (Goiânia, Goiás, Brazília, 1969. június 2.) brazil válogatott labdarúgó. Pályafutása alatt sok klubban megfordult, többek közt az Újpestben is. Brazil bajnok és kupagyőztes. 1989-ben, 1994-ben és 1995-ben a brazil bajnokság gólkirálya lett. Pályafutása során több mint 1000 gólt szerzett, ebből 13-at 15 válogatott mérkőzése során.
Klubjai: Goiás, Botafogo, Sion, Corinthians, Vitória, Fluminense, Cruzeiro, 
Vila Nova, São Caetano, Santa Cruz, Újpest, Brasiliense, Atlético Goianiense, Tupy, Club Jorge Wilstermann, Anapolina, Volta Redonda, Juventude, Al Shabab Rijád, Nacional Fast Clube, Agremiação Esportiva Canedense, Associação Esportiva Itauçuense.

## Sikerei, díjai
Újpest FC:
- Magyar labdarúgókupa bajnok: 2002

Botafogo FR:
- Brazil labdarúgó-bajnokság bajnok: 1994-95

Brazil labdarúgó-válogatott:
- Copa América ezüstérmes: 1995

Egyéni:
- Brazil labdarúgó-bajnokság gólkirály: 1988-89, 1993-94, 1994-95
- Brazil labdarúgó-bajnokság másodosztály gólkirály: 2007-08

## Mérkőzései az brazil válogatottban
| #   | Dátum              | Ellenfél                  | Eredmény        | Kiírás                            | Esemény         |
| --- | ------------------ | ------------------------- | --------------- | --------------------------------- | --------------- |
| 1.  | 1990. október 17.  | Chile                     | 0 – 0           | barátságos mérkőzés               | 62'             |
| 2.  | 1991. december 18. | Csehszlovákia             | 2 – 1           | barátságos mérkőzés               | becserélve      |
| 3.  | 1994. május 4.     | Izland                    | 3 – 0           | barátságos mérkőzés               | becserélve      |
| 4.  | 1995. február 22.  | Szlovákia                 | 5 – 0           | barátságos mérkőzés               | 76'             |
| 5.  | 1995. március 29.  | Honduras                  | 1 – 1           | barátságos mérkőzés               | 45(11-esből)'   |
| ?   | 1995. április 27.  | Valencia                  | 4 – 2           | nem-hivatalos barátságos mérkőzés | Gól · Gól · Gól |
| 6.  | 1995. május 18.    | Izrael                    | 2 – 1           | barátságos mérkőzés               | 39' 81'         |
| 7.  | 1995. június 29.   | Lengyelország             | 2 – 1           | barátságos mérkőzés               | 2' 56'          |
| 8.  | 1995. július 13.   | Kolumbia                  | 3 – 0           | Copa América-csoportkör           | 74' 76'         |
| 9.  | 1995. július 7.    | Ecuador                   | 1 – 0           | Copa América-csoportkör           |                 |
| 10. | 1995. július 17.   | Argentína                 | 2 – 2 (t.e:4-2) | Copa América-negyeddöntő          | 80' 81'         |
| 11. | 1995. július 20.   | Amerikai Egyesült Államok | 1 – 0           | Copa América-elődöntő             | 75'             |
| 12. | 1995. július 23.   | Uruguay                   | 1 – 1 (t.e:3-5) | Copa América-döntő                | 30'             |
| 13. | 1995. november 8.  | Argentína                 | 1 – 0           | barátságos mérkőzés               | 81'             |
| 14. | 1995. december 20. | Kolumbia                  | 3 – 1           | barátságos mérkőzés               | 48' 87'         |